# Harpactocrates apennicola
Harpactocrates apennicola là một loài nhện trong họ Dysderidae.
Loài này thuộc chi Harpactocrates. Harpactocrates apennicola được Eugène Simon miêu tả năm 1914.